# Round Mountain, Kalifornien
Round Mountain är en så kallad census-designated place i Shasta County i Kalifornien. Vid 2020 års folkräkning hade Round Mountain 160 invånare.